# Союз 7K-Л1 №5Л
Союз 7K-Л1 № 5Л — радянський космічний корабель, запущений у 1967 році в рамках програми Зонд.
Це був 5390-кілограмовий космічний корабель «Союз 7К-Л1», другий із дев'яти запущених. Він мав намір здійснити обліт навколо Місяця і повернутися на Землю для посадки, але не зміг вийти на навколоземну орбіту.
«Союз 7К-Л1 № 5Л» запустили о 19:07:59 UTC 22 листопада 1967 року на ракеті-носії «Протон-К 8К78К» з розгінним ступенем «Блок Д» з майданчика 81/24 на космодромі Байконур.
Один із двигунів другого ступеня ракети не спрацював, через що запуск не вдався, космічний корабель відокремився за допомогою системи аварійного порятунку. Спускаємий апарат опустився за 285 кілометрів від місця запуску. Його посадкові двигуни спрацювали передчасно, що призвело до більш жорсткої посадки, ніж очікувалося, і космічний корабель був протягнутий по землі на 550 метрів своїм парашутом. Згодом його забрав гелікоптер Мі-4.
До оприлюднення інформації про свою місію NASA правильно визначило, що це було випробування космічного корабля, призначеного для польотів на Місяць з екіпажем. Однак вони не були впевнені, чи планував він досягти самого Місяця.